# Friedrich Schlegel
Vous lisez un « bon article » labellisé en 2008.
Pour les articles homonymes, voir Schlegel.
Friedrich Schlegel, en allemand Karl Wilhelm Friedrich von Schlegel, né le 10 mars 1772 à Hanovre et mort le 12 janvier 1829 à Dresde, est un philosophe, critique et écrivain allemand.
Issu d'une famille protestante, Friedrich Schlegel va s'entourer au fil des années d'un cercle d'amis parmi lesquels Novalis, Ludwig Tieck ou encore Friedrich Schleiermacher avec lequel il fondera un groupe appelé « Cercle d'Iéna », fondement de la théorie romantique en Allemagne.
Après des études de commerce qui ne l'intéressent pas, Schlegel se lance dans des études de droit mais il passe le plus clair de son temps à étudier les textes d'auteurs tels que Platon, Shakespeare ou Dante. Peu à peu mûrit en lui un véritable goût pour la littérature. Il forge sa théorie de la poésie romantique qui va révolutionner les idées de son temps. Le Cercle d'Iéna, qui existera peu de temps, va marquer l'histoire littéraire.
Après la fin du mouvement, Schlegel entreprend une série de voyages en France et en Allemagne puis se fixe à Vienne où il entre au service du chancelier Metternich.
Pendant sa période viennoise, Schlegel développe ses théories politiques, philosophiques et religieuses. Il participe à la vie politique allemande et donne des cours qui lui assurent un certain succès.
Les dernières années de sa vie sont marquées par un mysticisme religieux prononcé qui ternit son image auprès de ses amis et auprès de son frère Auguste avec qui il rompt tout contact. Toutefois, sa disparition en 1829 à l'âge de 56 ans est regrettée par un grand nombre de personnes. Après sa mort et pendant une longue période, l'œuvre de Schlegel sera dénigrée avant d'être réhabilitée par des chercheurs tels que Josef Körner.

## Enfance et famille
Frédéric Schlegel naît le 10 mars 1772 à Hanovre. Il est le fils du pasteur luthérien Johann Adolf Schlegel et de Johanna Christiane Erdmuthe Hübsch, fille d'un professeur de mathématiques.
L'héritage culturel de la famille est important :  son oncle Johann Elias Schlegel est poète, tout comme son autre oncle Johann Heinrich Schlegel. Oskar Walzel dira d'ailleurs de Johann Elias Schlegel qu'il était le « critique le plus doué que l'Allemagne du XVIIIe siècle d'avant Lessing ait vu »,.
La famille avait été anoblie en 1651 par l'empereur Ferdinand III et l'on avait ajouté Von Gottleben au patronyme.
Schlegel est le plus jeune des sept enfants de la famille. L'aîné de la famille, Karl August Moritz né en 1756 choisira la même carrière que son père, tout comme Johann Karl Fürchtegott né en 1758. Karl August né en 1761 partira en Inde où il fera des mesures géographiques. August Wihelm, né le 8 septembre 1767 à Hanovre, jouera un grand rôle dans la vie de son frère et de leurs deux sœurs Henriette et Charlotte. C'est avec la seconde que Friedrich Schlegel aura le plus de contact.
La relation entre le père et le fils n'est pas chaleureuse contrairement à celle que Frédéric entretient avec sa mère qui le surnomme Fritz. Johann Adolf Schlegel voudrait que son fils Friedrich s'engage dans le commerce. Schlegel commence donc des études de commerce à Leipzig où il fait un stage à partir de 1788 chez le banquier Schlemm. Mais les études de commerce ne lui plaisent pas, il les interrompt et s'inscrit à l'université de Iéna pour y étudier le droit. C'est à cette époque que Caroline Rehberg, le premier amour de Schlegel, dessine de lui un de ses premiers portraits. La relation entre Schlegel et son frère August Wilhelm devient de plus en plus forte – August Wilhelm se chargeant de son éducation.

## Jeunesse

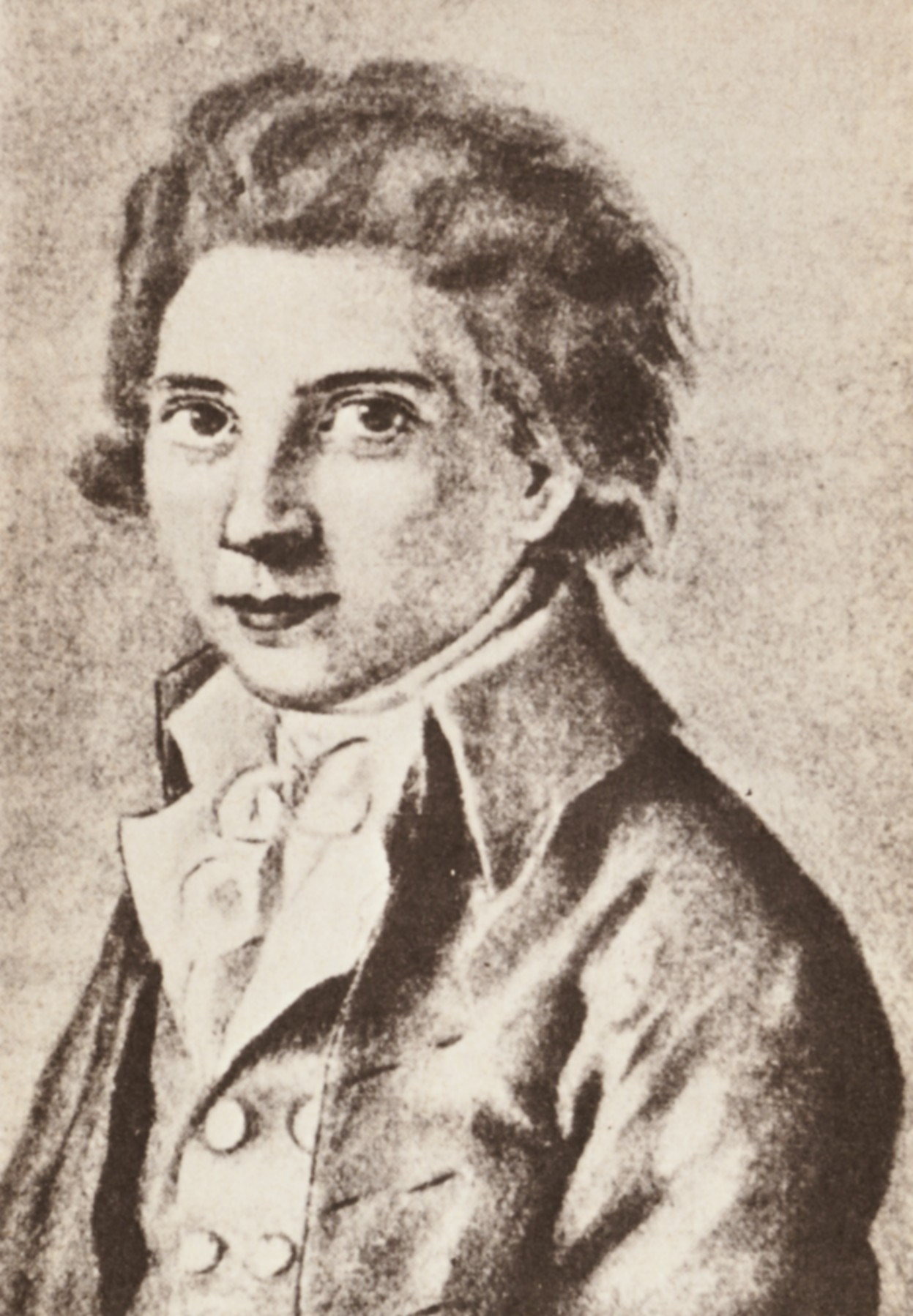
Friedrich Schlegel vers 1790 par Caroline Rehberg.

Schlegel doit rattraper son retard s'il veut intégrer une université et fait preuve de grandes capacités notamment en culture grecque classique. Il dévore les œuvres de Platon en langue originale.
En 1790, il part à Göttingen avec son frère pour étudier le droit. Son frère lui fait découvrir les œuvres de Herder, de Winckelmann ou de Kant.
L'année suivante, tandis que son frère part comme précepteur à Amsterdam, Schlegel part poursuivre ses études de droit à Leipzig. C'est là qu'il se lie d'amitié avec Novalis à partir de février 1792. Les études de droit lui plaisent de moins en moins. Il s'adonne le plus clair de son temps à la lecture d'auteurs comme Herder, Dante, Shakespeare, Voltaire ou Wieland. Lors d'un voyage à Dresde, le jeune Schlegel – il a vingt ans – rencontre Schiller. En mai 1793, Schlegel commence à travailler à une théorie de la poésie. En août, il rencontre Caroline Böhmer, fille de l'orientaliste Johann David Michaelis et future femme de son frère August Wilhelm. Il deviendra le confident de Caroline et écrira d'elle : « Ma confiance en elle est tout à fait absolue... Devant elle j'ai honte de mes défauts ». C'est à travers elle qu'il aura connaissance de l'œuvre et des idées du révolutionnaire Georg Forster à propos duquel il écrira Über Georg Forster en 1797. Pour lui, Forster est le modèle de l'écrivain classique, éducateur du peuple et représentant de la Deutschheit (littéralement le « caractère allemand ») : « Chaque écrivain classique est un bienfaiteur de sa nation, et a des justes droits à un monument public »,. De plus, Forster incarne pour Schlegel des valeurs morales.
Schlegel entre dans une période de doute. Sa rencontre avec Schiller lui a laissé un goût amer. Il se sent incompris et écrit une lettre à son frère le 21 novembre 1792 : « On me trouve intéressant et on fuit de mon chemin. Là où j'arrive, la bonne humeur fuit et ma proximité oppresse. On préfère me voir de loin comme une rareté dangereuse. J'inspire certainement de la répugnance amère à certains. Et l'esprit ? – Pour la plupart, je suis cependant un original, un fou avec un esprit »,. Il met alors ses études en sommeil et avec Novalis, il part en quête d'aventures amoureuses. Ils séduisent les filles du banquier Haugk, aventures qui restent sans lendemain. En janvier 1794, il décide de partir chez sa sœur Charlotte à Dresde et publie sa première œuvre Von den Schulen der griechischen Poesie (Des écoles de la poésie grecque).
La même année, il publie deux autres écrits ayant pour thème l'antiquité grecque : Vom ästhetischen Werte der griechischen Komödie (De la valeur esthétique de la comédie grecque) et Über die weiblichen Charaktere in den griechischen Dichtern (Des caractères féminins chez les poètes grecs). Il a pour projet de faire des recherches sur la poésie grecque. Ce que Winckelmann avait fait pour l'art grec, Schlegel veut le faire pour la poésie. Pour lui, la culture grecque est le reflet d'une « humanité accomplie ». La poésie grecque est le résultat du beau, la poésie moderne est le résultat de l'intéressant. Schlegel ne se contente pas de travailler sur la poésie grecque, il confronte la poésie des Anciens et des Modernes en une étude critique. Dante et Shakespeare sont pour lui ceux qui ont mené la poésie moderne à des sommets.

## Le Cercle d'Iéna

### Amitiés littéraires

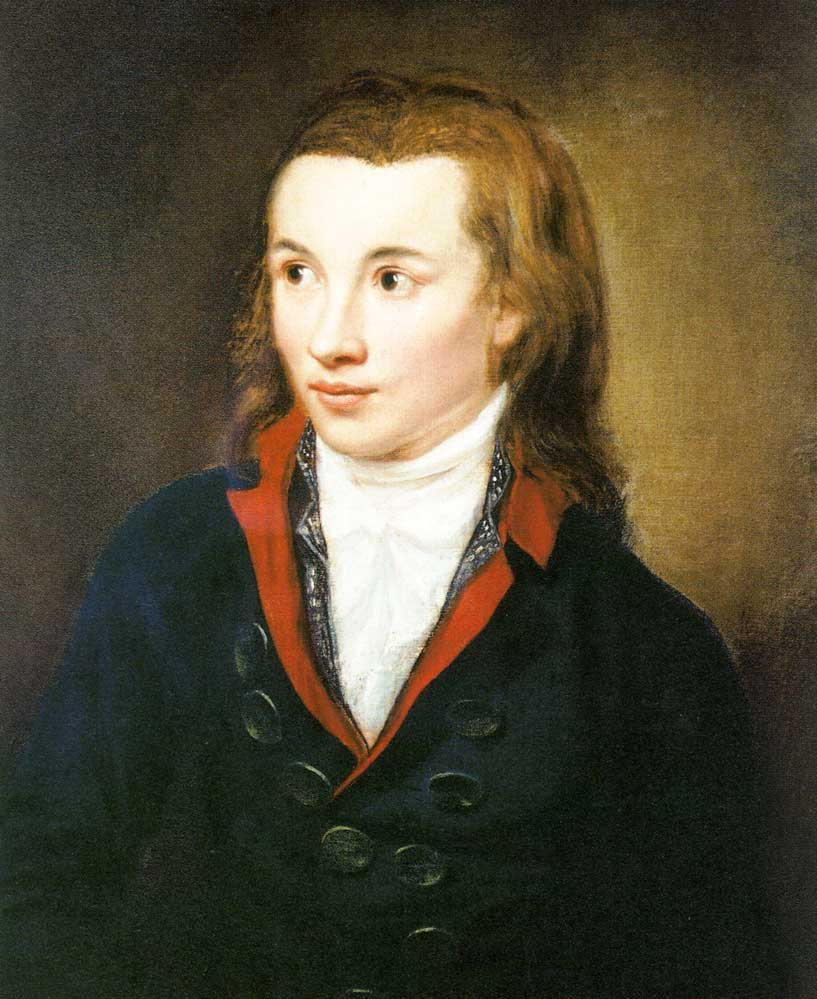
Novalis.

Le 1er juillet 1796, August Wilhelm épouse Caroline Böhmer et part s'installer à Iéna avec elle pour collaborer aux revues de Schiller après que ce dernier l'y a invité en décembre 1795. Schlegel le suit le 7 août. L'amitié avec Novalis perdure, Schlegel lui rend visite à Weißenfels où il travaille comme directeur de la mine de sel.
Schlegel noue une autre amitié avec Johann Gottlieb Fichte. Schlegel s'intéresse beaucoup aux théories de l'idéalisme allemand et en particulier à celles de Fichte dans un premier temps puis de Schelling. Pour Fichte, la philosophie est la doctrine de la science et est la base de tout savoir. Il énonce également que le moi (la force créatrice) forge le non-moi (l'environnement) grâce à l'imagination créatrice. Schlegel va essayer de dépasser cette théorie en la rendant plus flexible car Fichte voit tout à travers le spectre de la philosophie. Pour Schlegel, la philosophie n'est pas à dissocier des autres domaines. Tout comme l'énonce Schleiermacher : savoir et foi, science et art, philosophie et religion ne forment qu'un. C'est ce que Schlegel appellera l'Universalpoesie. Vers 1797, Schlegel se tournera vers Schelling pour qui la nature et le moi, donc l'art, ne forment qu'un.
Cette époque marque chez Schlegel l'expression d'un intérêt grandissant pour la littérature, la philosophie et la politique. C'est en 1796 qu'il publie son célèbre essai Versuch über den Begriff des Republikanismus (Essai sur le concept de républicanisme) dans la revue de Johann Friedrich Reichardt Deutschland à laquelle il contribue également par des recensions des Heures et de L'Almanach des Muses de Schiller. L'essai sur le républicanisme est l'une des bases de ce que l'on appellera le romantisme politique, mouvement qui perdurera après la fin du Cercle d'Iéna. En reprenant point par point ce que Kant avait énoncé dans Vers la paix perpétuelle, Schlegel développe le concept d'une république universelle composée de républiques réunies de manière fédérale, concept reposant sur la volonté générale. Dans le même temps, la recension que fait Schlegel du poème de Schiller Würde der Frauen mène à la rupture entre l'auteur et les frères Schlegel. Schiller attaque alors directement Schlegel en se moquant de ses travaux sur la poésie grecque.
C'est dans une autre revue de Reichardt, Lyceum der schönen Künste, que Schlegel publie d'autres études philosophiques comme Der neue Orpheus ou Über Condorcet. Schlegel publie également une étude critique sur le philosophe Lessing Über Lessing ainsi qu'une autre sur le roman Woldemar de Friedrich Heinrich Jacobi et sur Georg Forster. La critique sur Lessing est importante car Schlegel voit non seulement en lui « le véritable auteur de la nation et de l'époque », mais il retrouve également en Lessing les fondements de sa propre pensée concernant la critique ou le motif du fragment. De plus, Schlegel le considère presque comme un « connaisseur d'art accompli de la poésie ». Les études critiques que fait Schlegel se basent sur l'individualité alors que ses prédécesseurs se basaient une théorie esthétique. Enfin, Schlegel publie une série de 127 fragments critiques où il fait part de ses réflexions littéraires et philosophiques. C'est à cette époque que Schlegel rencontre Goethe, rencontre qui aura un retentissement personnel chez Schlegel qui voit en lui le renouveau de la poésie. En 1798, il publiera Über Goethes Meister sur le roman Wilhelm Meister.
Le 15 juillet 1797, Schlegel part pour Berlin où il se lie d'amitié avec Friedrich Schleiermacher chez qui il emménage dès le 31 décembre 1797. Schleiermacher, prédicateur à l'Hôpital de la Charité, va exercer une influence sur la théorie de la morale chez Schlegel. Désormais la pensée créatrice de Schlegel s'articule autour de quatre grands thèmes : la poésie, la philosophie, la morale et la religion. En octobre 1797, Schlegel rencontre le poète Ludwig Tieck dont August Wilhelm avait fait des recensions d'œuvres parues anonymement. Cette rencontre a son importance car c'est Schleiermacher qui introduit Schlegel dans le salon d'Henriette Herz où il fait la connaissance de Dorothea Veit à l'été 1797. Née Brendel Mendelssohn, Dorothea n'est autre que la fille du philosophe Moses Mendelssohn. Schlegel et elle tombent follement amoureux et cette dernière, qui avait épousé le banquier Simon Veit, divorcera en 1799 après avoir coupé les ponts avec sa famille l'année précédente.

### Fondation du romantisme

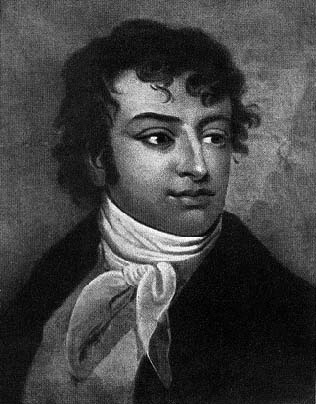
August Wilhelm Schlegel.

À l'été 1798, les frères Schlegel, Caroline (épouse d'August), Novalis, Fichte et Schelling se retrouvent à Dresde. Un groupe se forme. Frédéric Schlegel fait paraître son roman Lucinde à l'automne 1799 – la forme romanesque est pour lui celle qui est la plus à même de révéler la poésie romantique – et le scandale lié à sa liaison avec Dorothea Veit s'accroît. Schlegel dépeint en effet l'héroïne de son roman sous les traits de Dorothea. C'est ce roman dont l'un des thèmes principaux est la philosophie de l'amour qui sera l'une des bases de la réflexion romantique. En septembre 1799, Schlegel, sa future femme Dorothea, son frère August Wilhelm, sa belle-sœur Caroline mais également Novalis, Ludwig Tieck, Friedrich Schleiermacher et Schelling se retrouvent ensemble à Iéna. Le Cercle d'Iéna que Heinrich Heine appellera l'École Romantique est fondé. Ernst Behler donne une répartition des membres du groupe : Friedrich Schlegel est le théoricien et le philosophe, son frère August Wilhelm est le philologue et le critique, Schleiermacher est le moraliste et le théologien, Tieck est le conteur populaire et Novalis est le mystique ésotérique.
Les frères Schlegel avaient décidé à l'automne 1797 de fonder leur propre revue, fatigués de ne pas pouvoir écrire librement dans leurs revues respectives. Le premier fascicule de l’Athenäum paraît en mai 1798. Cette revue devient l'organe du mouvement. C'est en effet dans ses pages que paraîtront les 451 fragments contenant les fondements de la théorie du Premier romantisme allemand. Le fragment devient la forme par excellence du mouvement : « Pareil à une petite œuvre d'art, le fragment doit être totalement détaché du monde environnant, et clos sur lui-même comme un hérisson »,,. Expression spontanée, le fragment permet de par sa forme inachevée une réflexion infinie. Il est à différencier de l'aphorisme qui se suffit à lui-même. Les fragments se comprennent dans leur ensemble. Les fragments ne sont pas signés, la réflexion est commune. Apparaît ce que Schlegel appelle la « Symphilosophie », c'est-à-dire une philosophie à laquelle on réfléchit en commun. Tous à l'exception de Tieck et Dorothea contribuent aux fragments. La poésie romantique est définie ainsi dans l'un des fragments les plus importants, le fragment 116 :

« La poésie romantique est une poésie universelle progressive. Elle n'est pas seulement destinée à réunir tous les genres séparés de la poésie et à faire se toucher poésie, philosophie et rhétorique. Elle veut et doit aussi tantôt mêler et tantôt fondre ensemble poésie et prose, génialité et critique, poésie d'art et poésie naturelle, rendre la poésie vivante et sociale, la société et la vie poétiques, poétiser le Witz, remplir et saturer les formes de l'art qui en contient à son tour plusieurs autres, jusqu'au soupir, au baiser que l'enfant poète exhale dans un chant sans art,,. »

Friedrich Schlegel avait considéré la Révolution française comme la possibilité de réunir des domaines jusqu'alors divisés comme les arts et les sciences et donc d'engager une révolution esthétique. Lorsque Napoléon Bonaparte fait son coup d'État le 9 novembre 1799, on assiste à un changement d'attitude envers la Révolution parmi les romantiques. Au fil du temps, les fragments de l'Athenäum prennent un tour de plus en plus mystique. Le mouvement s'essouffle. August Wilhelm se sépare de sa femme Caroline qui rejoint Schelling avec qui elle se mariera. Le divorce entre August Wilhelm et Caroline est prononcé le 17 mai 1803. Schlegel s'éloigne de Schleiermacher. Le dernier cahier de l'Athenäum paraît en août 1800. Schlegel obtient son titre de docteur à Iéna en 1800. Le 27 octobre 1800, il s'installe comme professeur privé et enseigne la philosophie transcendantale. Novalis meurt le 25 mars 1801. Sa mort signe la fin du Cercle d'Iéna qui aura certes duré peu de temps mais qui aura marqué durablement l'histoire littéraire. Clemens Brentano, l'un des futurs représentants de la deuxième période du romantisme écrira : « Quiconque était à Iéna ne peut parler de cette période de sa vie sans reconnaissance et souvenir heureux »,. Brentano s'était rapproché des romantiques de Iéna. Il entrera en conflit avec Schlegel lorsque ce dernier aura une aventure avec Sophie Mereau dont Brentano était follement épris.
Le romantisme politique occupe Schlegel. Un retour en arrière permettrait de retrouver l'harmonie disparue à cause de la Révolution. Le Saint-Empire, le Moyen Âge et la religion catholique apparaissent comme les refuges les plus sûrs. On assiste à un retour du sentiment religieux : « Le souhait révolutionnaire de réaliser l'empire de Dieu est le point élastique de l'éducation progressive et le début de l'histoire moderne, ce qui n'a aucun rapport avec l'empire de Dieu n'est que chose secondaire »,. Sa conception de l'État n'est plus celle de l'Essai sur le républicanisme. On assiste à une dissociation entre la conception d'une nation formée par contrat comme c'est le cas pour la France et d'une conception d'un état organique : « Toute société humaine dont le but est la communauté de l'humanité [...] s'appelle État »,. Devant le peu de succès de sa vie professionnelle, Schlegel décide de quitter l'Allemagne.

## Fin du Cercle d'Iéna

### Voyage à Paris

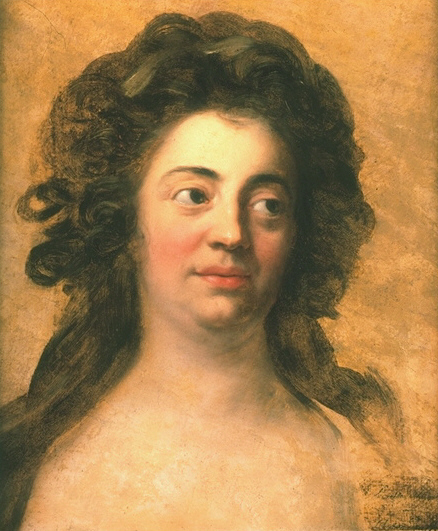
Dorothea Veit.

Après un court séjour à Dresde chez son ami Tieck où il arrive le 17 janvier 1802, Schlegel part avec Dorothea – qui avait assuré les dépenses durant cette époque – à Paris pour étudier les collections artistiques qu'il décrira longuement dans sa revue Europa. Ils s'arrêtent à Leipzig en mai 1802 où il rencontre le futur éditeur de sa revue. Ils arrivent ensuite à Weimar où Goethe fait jouer sa pièce Alarcos le 29 mai 1802. La pièce, une tragédie, ne produit pas l'effet escompté et la salle se tord de rire. Goethe doit rappeler les gens au silence, August von Kotzebue qui n'est pas en bons termes avec Goethe continue à applaudir comme un « possédé ».
Schlegel reprend la route. Une fois à Paris en juin 1802, il étudie le perse et le sanskrit dont il montre la parenté avec le latin et le grec ancien. Il considère alors qu'il existe deux sortes de langues, les langues organiques et les langues mécaniques. Les langues organiques sont le fruit de la nature. Elle se caractérise par la flexion, l'union vivante dans le mot du contenu et de la fonction grammaticale. Les langues qui ne sont pas indo-germaniques sont le produit de l'ingéniosité des locuteurs, qui expriment les fonctions grammaticales par des procédés arbitraires, inventés. Elles sont donc artificielles, dépourvues de formalité propre, et se réduisent à l'accumulation de mots et de formes particulières, sans esprit d'ensemble, sans systématicité. Wilhelm von Humboldt rejettera en partie ces conceptions, en montrant que toutes les langues sont l'expression spontanée de l'esprit, que chacune traduit à sa façon l'esprit universel, et qu'il n'y a pas de langues sans formalité propre.
Schlegel fonde la revue Europa dont le premier cahier paraît en février 1803. Il y fait paraître les premières pages de son Voyage en France. La capitale française lui fait grande impression : « Paris, en tant que centre, est le lieu idéal où former les réflexions les plus générales, et la ville en tire une partie de son intérêt ». Schlegel développe une idée européenne, l'idée d'une Europe de la poésie et de la philosophie. Tous les jours, il donne des cours sur la littérature contemporaine allemande et sur la philosophie à l'Athénée des arts. Schlegel s'intéresse à des œuvres telles que celles de Calderón avec pour projet une œuvre sur la littérature européenne. C'est à cette époque qu'il rencontre Sulpiz et Melchior Boisserée. Le couple finit en effet par s'installer au 19 de la rue de Clichy où ils tiennent une pension. Les frères Boisserée en sont des pensionnaires tout comme Helmina von Chézy. La maison de Schlegel est un lieu de rencontre intellectuelle. Le 6 avril 1804, Schlegel épouse Dorothea dans la chapelle de l'ambassade suédoise à Paris.

### Voyage à Cologne

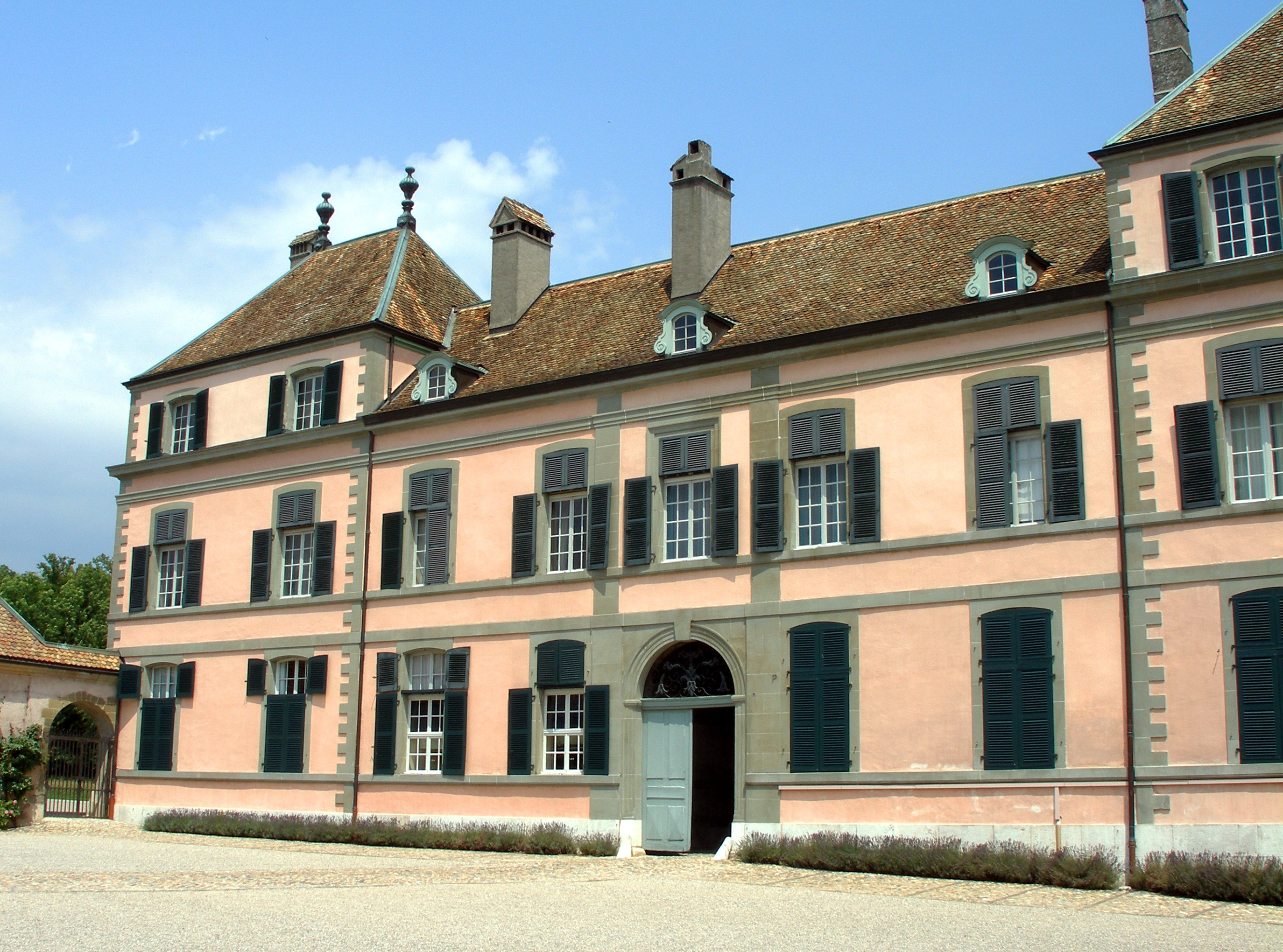
Château de Coppet où les frères Schlegel résident.

Encore une fois, Schlegel se rend compte que sa vie professionnelle ne fonctionne pas comme il l'aurait voulu. Il devient plus critique envers la France. Avec les frères Boisserée, Schlegel et sa femme partent pour l'Allemagne en avril 1804 en passant par le nord de la France et la Belgique pour arriver à Cologne où il doit donner des cours à l'université. Lors de son voyage, Schlegel se passionne pour les cathédrales françaises et allemandes et écrit Briefe auf einer Reise durch die Niederlande, Rheingegenden, die Schweiz und einen Teil von Frankreich dans lequel il s'enflamme pour l'art gothique et éveille un nouvel intérêt du public pour cet art. À Cologne, Schlegel continue à se passionner pour l'art.
D'octobre à novembre 1804, Schlegel séjourne chez Madame de Staël à Coppet où son frère August Wilhelm se trouve déjà. En 1805, il donne des cours d'histoire universelle, de propédeutique et de logique à Cologne. Le dernier cahier de la revue Europa paraît la même année. En novembre 1806, Schlegel retourne chez Madame de Staël en château d'Acosta (Aubergenville) jusqu'en avril 1807. En 1807, il donne un cours intitulé Über deutsche Sprache und  Literatur dans lequel il aborde des thèmes linguistiques et développe sa théorie sur la philosophie de la langue. L'année suivante, il publie les résultats de ses études sur la langue indienne : Über Sprache und Weisheit der Indier. Schlegel mène une vie très instable sur le plan financier. Les cours qu'il donne ne lui permettent pas de vivre. Son frère August Wilhelm l'aide en essayant de lui trouver un emploi. Schlegel et sa femme se convertissent au catholicisme en 1808. En avril de la même année, les frères Schlegel et Madame de Staël partent pour Vienne. Dorothea reste à Cologne.

## Schlegel à Vienne

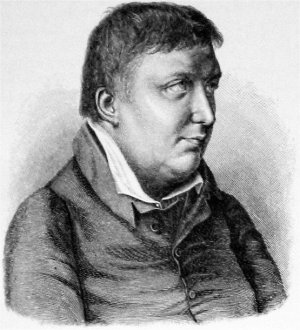
Friedrich Schlegel en 1811 d'après un dessin de Philipp Veit, le fils de Dorothea

À son arrivée à Vienne, il rencontre un grand nombre de personnalités comme l'historien Josef von Hormayr dont il devient l'ami. En novembre 1808, Dorothea vient le rejoindre. Schlegel parvient à rencontrer le Prince de Metternich. Sa position commence à s'affirmer, il sent lui-même qu'il parvient à mieux travailler. Le 29 mars 1809, il entre au service de l'Autriche avec « le rang et l'appointement d'un secrétaire de la cour ». Lorsque la guerre éclate entre la France et l'Autriche, Schlegel est nommé secrétaire auprès de l'État-Major de l'archiduc Charles. C'est là qu'il publie du 24 juin au 15 décembre 1809 le journal Österreichische Zeitung qui deviendra le journal de l'Autriche lorsque Napoléon aura la Wiener Zeitung entre ses mains. Le travail journalistique de Schlegel ne s'arrête pas là. Lorsque le journal du régime de Metternich, l'Österreichischer Beobachter, est fondé le 1er mars 1810, Schlegel en devient le directeur. En suivant l'armée, Schlegel arrive en Hongrie puis revient à Vienne en 1810.
Du 19 février au 9 mai 1810, Schlegel donne des cours sur le thème de l'histoire contemporaine (Über die neuere Geschichte) – cours qui sera publié l'année suivante. Il rencontre Franz von Baader la même année. Du 27 février au 30 avril 1812, Schlegel continue ses cours à Vienne sur le thème de la littérature ancienne et moderne, environ 200 personnes y prennent part. Joseph von Eichendorff, ami de Schlegel, décrit le premier cours ainsi : « Le premier cours de Schlegel (Histoire de la littérature, 12 florins l'entrée) dans la salle de danse de l'empereur romain. Schlegel, tout de noir vêtu sur une élévation lisant derrière une petite table. Chauffage avec du bois odorant. Grand public. Devant un cercle de dames, la princesse Liechtenstein avec ses princesses, Lichnowsky, etc. 29 princes. En bas grande foule d'équipages, comme à un bal. Très brillant »,.
En 1813, il est chargé par Metternich de travailler à un projet de constitution pour la Confédération germanique, on y trouve l'esquisse d'une structure fédérale mais également le projet de rétablissement du rôle de l'Église catholique et l'idée d'un droit civil des Juifs – sa femme Dorothea était juive avant sa conversion. Schlegel va développer ses convictions politiques lors de cette période viennoise. Lorsque le Congrès de Vienne s'ouvre, Schlegel y participe grâce à l'intervention de son frère auprès de Friedrich von Gentz et Metternich en rédigeant des mémoires et des articles de journaux où il défend le point de vue autrichien. Schlegel côtoie le Baron vom Stein, le grand réformateur prussien. Parallèlement, son œuvre Geschichte der alten und der  neuen Literatur (Histoire de la littérature ancienne et moderne), résultat de ses cours, paraît. Il la dédie à Metternich. Le pape Pie VII le fait chevalier de l'Ordre du Christ en 1815 pour son implication en faveur de l'Église. C'est également en 1815 que Schlegel et son frère August Wilhelm font renouveler leur titre de noblesse. Très satisfait du travail de Schlegel lors du Congrès de Vienne, Metternich le nomme conseiller de légation la même année. À partir de cette date jusqu'en 1818, il est conseiller de légation au Bundestag à Francfort.

## Fin de vie

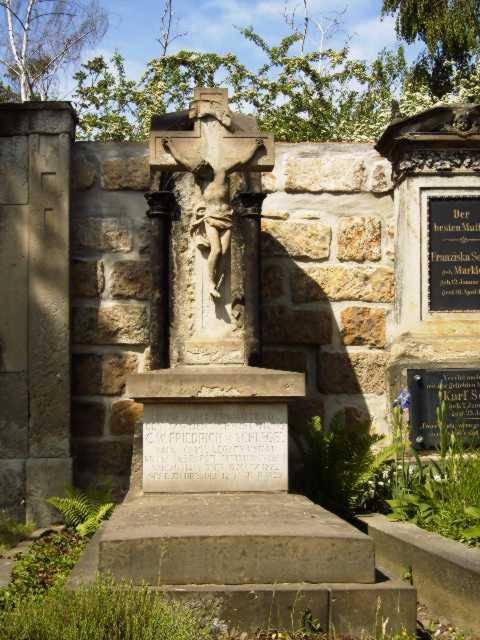
Tombe de Friedrich Schlegel à Dresde.

Schlegel arrive à Francfort le 27 novembre 1815. Il travaille pour Metternich. Les articles qu'il écrit représentent « un chapitre important de l'histoire de la constitution au Bundestag ». Schlegel devient de plus en plus conservateur. Friedrich von Gentz dit à propos de lui à Johann von Wessenberg : « Ce que vous me dites de Schlegel ne m'étonne pas le moins du monde. Il n'a jamais rien valu pour les affaires pratiques ; et depuis quelques années la rage religieuse, ou mieux la rage ecclésiastique l'a rendu complètement fou, ce en quoi sa femme a pris une grande part »,. À l'automne 1818, Metternich renvoie Schlegel à Vienne après que les fonctionnaires se sont plaints de lui.
Schlegel était en relation avec le compositeur autrichien Franz Schubert. En 1819, alors âgé de 22 ans, ce dernier écrivit un célèbre lied pour une voix et piano, sur un poème de Schlegel intitulé Der Wanderer (en français : « Le Voyageur »). La partition sera publiée en 1826 (D 649 dans le catalogue des œuvres de Schubert). Elle marquera (avec la mise en musique de poèmes de Novalis) l'ouverture de Schubert à la poésie romantique.
Schlegel montre les premiers signes de maladie vers 1819. De février à août 1819, il entreprend un voyage en Italie en tant qu'expert en art. Il est accompagné de Metternich et de l'empereur François Ier d'Autriche. De retour à Vienne, il publie le premier cahier de sa nouvelle revue intitulée Concordia qui paraîtra de l'été 1820 à août 1823. Cette revue sera l'organe du romantisme politique dont les représentants hormis Schlegel sont Adam Müller, Franz von Baader ou Joseph Görres. Lorsque le dernier numéro de Concordia paraît, Schlegel se met à travailler à une édition complète de ses œuvres, qu'il retouche en partie, et procède à une révision de certains événements touchant à sa propre vie. La collection de ses œuvres paraît en 1825.
Schlegel vit les dernières années de sa vie dans un mysticisme religieux, se livrant également à des pratiques de télépathie. Lorsque August Wilhelm lit dans un article sur les poètes protestants convertis au catholicisme qu'il est lui-même qualifié de « à moitié catholique », il prend ouvertement position contre son frère après avoir été indigné par l'orientation catholique de sa revue Concordia. Les frères ne se parleront plus jusqu'à la mort de Friedrich. Dès lors Schlegel travaille à sa philosophie. Du 25 mars au 31 mai 1827, il donne des cours à Vienne sur la philosophie de la vie. Puis, il en donne d'autres à Dresde en 1828 sur la philosophie de la langue et des mots. Schlegel est seul à Dresde, Dorothea étant restée à Berlin. Il voyage en compagnie de sa nièce Auguste von Buttlar. Le 11 janvier 1829, Friedrich Schlegel est victime d'une crise cardiaque, il meurt dans la nuit. La nouvelle de sa mort est retentissante. Metternich se charge en personne du transport de ses manuscrits. Adam Müller fait une crise nerveuse dont il meurt six jours plus tard. Schlegel repose dans le vieux cimetière catholique de Dresde.

## Recherche sur Schlegel
Friedrich Schlegel est une figure incontournable du romantisme qu'il a contribué à instituer. Toutefois, d'autres aspects de son œuvre ont été mis en avant et en particulier ses dimensions philosophique, théologique et historique. Vers la fin de sa vie, Schlegel a profondément marqué la philosophie chrétienne. Tieck est le premier à se proposer de rassembler les écrits de son ami et de les publier mais Dorothea en confie la mission au philosophe Karl Joseph Hieronymus Windischmann. Les conférences tenues par Schlegel à Cologne paraissent en 1836 sous le titre Friedrich Schlegel's Philosophische Vorlesungen aus den Jahren 1804-1806. Nebst Fragmenten vorzüglich philosophisch-theologischen Inhalts. En 1846, une nouvelle édition de ses œuvres complètes paraît, la première édition ayant été épuisée.
Wilhelm Dilthey commence à étudier les écrits de Schlegel en 1861 afin d'écrire une histoire de l'école romantique mais il finit par se consacrer à Schleiermacher en publiant la biographie Leben Schleiermachers en 1870. L'intérêt pour l'œuvre de Schlegel reprend vers 1870. Oskar Walzel publie les lettres entre le philosophe et son frère August Wilhelm en 1890. Toutefois, Schlegel continue à être dénigré. La mauvaise image véhiculée sur lui après sa mort perdure, on lui reproche d'avoir été immoral, paresseux et insolent. Ernst Robert Curtius dira de lui : « Nous devons réparer beaucoup de choses envers Friedrich Schlegel car aucun auteur majeur de notre apogée n'a été aussi incompris et même calomnié mal intentionnellement, déjà de son vivant mais même de manière étrange longtemps après, oui, en fait jusqu'au présent immédiat »,.
Josef Körner est l'un de ceux qui va contribuer à réhabiliter l'image du philosophe au XXe siècle. Certains écrits avaient été perdus, ils sont retrouvés après la Seconde Guerre mondiale. La recherche sur Schlegel reprend et de nombreux intellectuels reconnaissent son apport et se basent sur ses théories comme Georg Lukács.

## Œuvres
- Vom ästhetischen Werte der griechischen Komödie, 1794
- Über die Diotima, 1795
- Versuch über den Begriff des Republikanismus, 1796
- Georg Forster, 1797
- Über das Studium der griechischen Poesie, 1797 Publié en français sous le titre Sur l'étude de la poésie grecque, trad. fr. Marie-Laure Monfort, Paris, L'Éclat, « Polemos », 240 p., 2012  (ISBN 978-2841622764) ; rééd. Les Belles Lettres, coll. Bibliothèque allemande, Paris, nouvelle trad. fr., introduction. Alain Mazuelle, 172 p., 2023  (ISBN 978-2251454221)
- Über Lessing, 1797 Publié en français sous le titre L'Essence de la critique : écrits sur Lessing, Lille, Presses universitaires du Septentrion, « Opuscules » no 18, 2005
- Kritische Fragmente („Lyceums“-Fragmente), 1797
- Fragmente („Athenaeums“-Fragmente), 1797-1798 Publié en français sous le titre Fragments et Une lettre de F. Schlegel à son frère Auguste Guillaume, traduits par Armel Guerne dans Les Romantiques allemands, Desclée de Brouwer, 1956 et 1963 ; réédition Phébus, 2004 Publié en français sous le titre Fragments, traduit par Charles Le Blanc, Paris, José Corti, coll. « En lisant, en écrivant », 1996
- Lucinde, 1799 Publié en français sous le titre Lucinde, traduit par Jean-Jacques Anstett, Paris, Aubier, « collection bilingue des classiques étrangers », 1943 ; réédition, Paris, Aubier-Flammarion, « Bilingue Aubier-Flammarion » no 47, 1971
- Über die Philosophie. An Dorothea, 1799
- Gespräch über die Poesie, 1800
- Über die Unverständlichkeit, 1800
- Charakteristiken und Kritiken, 1801
- Alarkos, 1802
- Reise nach Frankreich, 1803
- Über die Sprache und Weisheit der Indier, 1808 Publié en français sous le titre Essai sur la langue et la philosophie des Indiens, traduit par M. A. Mazure, Paris, Parent-Desbarres, 1837
- Geschichte der alten und neueren Literatur, Vorlesungen, 1815 Publié en français sous le titre Histoire de la littérature ancienne et moderne, traduit par William Duckett, Paris, T. Ballmore, 1829

D'après l'Encyclopædia Universalis, la possibilité existe qu'il ait écrit Les Veilles (Nachtwachen, 1804) sous le nom de plume Bonaventura.

### Autres traductions françaises
- Philosophie de la philologie, traduit par Denis Thouard dans DT, Critique et herméneutique dans le premier romantisme allemand, Lille, Presses universitaires du Septentrion, « Opuscules » no 10, 1996
- Philosophie de la vie (Philosophie des Lebens), traduit, préfacé et annoté par Nicolas Waquet, Paris, Rivages poche/ Petite Bibliothèque no 776, 2013

### Sur le romantisme de Iéna
- (fr) Joseph-François Angelloz, Le romantisme allemand, Paris, PUF, coll. « Que sais-je ? » N° 1532, 1973
- (fr) Roger Ayrault, La Genèse du romantisme allemand (4 volumes), Paris, Aubier, 1961-1976
- (de) Ernst Behler, Frühromantik, Berlin, New York, De Gruyter, 1992
- (fr) Walter Benjamin, Le concept de critique esthétique dans le romantisme allemand, Paris, Flammarion, coll. « Champs », 2008
- (fr) Élisabeth Décultot, « Romantisme (histoire littéraire), I — Le premier romantisme (Berlin, Dresde, Iéna) », dans Dictionnaire du monde germanique , Dir: É. Décultot, M. Espagne et J. Le Rider, Paris, Bayard, 2007, p. 1004-1005  (ISBN 9782227476523)
- (de) Manfred Frank, Einführung in die frühromantische Ästhetik. Vorlesungen, Francfort, 1989
- (fr) Philippe Lacoue-Labarthe/Jean-Luc Nancy, L'absolu littéraire, Paris, Seuil, 1978
- (fr) Charles Le Blanc, Olivier Schefer, Laurent Margantin, La forme poétique du monde, Paris, José Corti, 2003
- (fr) Michael Löwy/Robert Sayre, Révolte et Mélancolie. Le romantisme à contre-courant de la modernité, Payot, Paris, 1992
- (fr) Laurent Van Eynde, Introduction au romantisme d’Iéna. F. Schlegel et l’Athenaeum, Ousia, Bruxelles, 1997
- (fr) Daniel Wilhelm, Les Romantiques allemands, Seuil, 1980

### Sur Schlegel

#### Sa vie
- (de) Carl Enders, Friedrich Schlegel. Die Quellen seines Wesens und Werdens, Leipzig, 1913
- (de) Ernst Behler, Friedrich Schlegel, Reinbek bei Hamburg, 1966.

#### Son œuvre
- (de) Andreas Arndt, «Zum Begriff der Dialektik bei F. Schlegel 1796-1801», Archiv für Begriffsgeschichte XXXV, 1992
- (de) Ernst Behler (de), Die Zeitschriften der Brüder Schlegel, Darmstadt, 1963
- (de) Klaus Behrens, Friedrichs Schlegels Geschichtsphilosophie (1794-1808). Ein Beitrag zur politischen Romantik, Tübingen, 1984
- (fr) Antoine Berman, L'Épreuve de l'étranger. Culture et traduction dans l'Allemagne romantique : Herder, Goethe, Schlegel, Novalis, Humboldt, Schleiermacher, Hölderlin., Paris, Gallimard, Essais, 1984.  (ISBN 978-2070700769)
- (de) Bernd Bräutigam, Untersuchungen zum ästhetischen Imperativ im Frühwerk F. Schlegels 1794-1800, Paderborn, Munich, 1986
- (de) Thomas Brechenmacher (de), « SCHLEGEL, (Karl Wilhelm) Friedrich von », dans Biographisch-Bibliographisches Kirchenlexikon (BBKL), vol. 9, Herzberg, 1995 (ISBN 3-88309-058-1, lire en ligne), colonnes 241–250 (Article sur Internet Archive)
- (fr) Marita Gilli, «Georg Forster, F. Schlegel et le Concept de républicanisme», in G.-L. Fink (éd.), Les Romantiques allemands et la Révolution française, Strasbourg, 1982
- Franz-Josef Deiters (de), „Die Poesie ist eine republikanische Rede“. Friedrich Schlegels Konzept einer selbstreferentiellen Dichtung als Vollendung der Politischen Philosophie der europäischen Aufklärung. In: Deutsche Vierteljahrsschrift für Literaturwissenschaft und Geistesgeschichte 81,1 (2007), p. 3–20; zugleich in: Estudios Filológicos Alemanes 12. dir. de Fernando Magallanes Latas. Séville, 2006, p. 107–124.
- Curt Grützmacher (de), Athenaeum. Eine Zeitschrift 1798–1800 von August Wilhelm Schlegel und Friedrich Schlegel. Ausgewählt und bearbeitet von Curt Grützmacher. Rowohlt Verlag, Reinbek bei Hamburg 1969.
- (de) Eugeniusz Adam Klin (pl), Die frühromantische Literaturtheorie F. Schlegels, Germanica Wratislaviensa, Wroclaw, 1964
- Josef Körner (dir.), Krisenjahre der Frühromantik. Briefe aus dem Schlegelkreis. 3 Volumes (Volumes 1 et 2: Rohrer, Brünn, Vienne, Leipzig, 1936/37; Volume 3: Francke, Berne, 1958).
- Albert Meier (de), „Gute Dramen müssen drastisch sein.“ Zur ästhetischen Rettung von Friedrich Schlegels „Alarcos“. Dans: Goethe Yearbook VIII (1996), p. 192–209. – Online-Version 2023.
- (de) Heinrich Nüsse, Die Sprachtheorie F. Schlegels, Heidelberg, 1962
- Dirk von Petersdorff (de), Mysterienrede. Zum Selbstverständnis romantischer Intellektueller. Tübingen, 1996,  (ISBN 978-3-484-18139-7).
- (fr) Alfred Schlagdenhauffen, F. Schlegel et son groupe. La doctrine de l’Athenaeum (1798-1800), Paris, 1934
- Peter Schnyder (de), Die Magie der Rhetorik. Poesie, Philosophie und Politik in Friedrich Schlegels Frühwerk. Schöningh, Paderborn, 1999,  (ISBN 3-506-77956-7).
- (fr) Denis Thouard,
  - Critique et herméneutique dans le premier romantisme allemand, Presses du Septentrion, Lille, 1996
  - Symphilosophie. F. Schlegel à Iéna, Paris, 2002
  - « Schlegel (Friedrich) », dans Dictionnaire du monde germanique , Dir: É. Décultot, M. Espagne et J. Le Rider, Paris, Bayard, 2007, p. 1031-1032  (ISBN 9782227476523)